# Birmingham Central Library
La Birmingham Central Library era la principale biblioteca pubblica della città inglese di Birmingham, dal 1974 al 2013. Per un certo periodo è stata la più grande biblioteca non nazionale in Europa. Chiusa il 29 giugno 2013 è stata sostituita dalla Library of Birmingham.
L'edificio è stato demolito nel 2016, dopo 41 anni, nell'ambito della riqualificazione del Paradise Circus da parte dell'Argent Group. Progettata dall'architetto John Madin in stile brutalista, la biblioteca faceva parte di un ambizioso progetto di sviluppo del Birmingham City Council per creare un centro urbano nella zona dell'Inner Ring Road; tuttavia, per motivi economici, parti significative del piano generale non vennero completate e si risparmiò sulla qualità dei materiali.
Due precedenti biblioteche occupavano il sito adiacente prima dell'apertura della biblioteca di Madin nel 1974. Quella immediatamente precedente, progettata da John Henry Chamberlain, fu aperta nel 1883 e presentava una sala da lettura con alte finestre. Fu demolita nel 1974.
Nonostante il progetto originale non sia stato completato, la biblioteca meritò elogi come icona del brutalismo britannico per il suo uso del cemento, la geometria audace, la forma scultorea di ziggurat capovolta e le dimensioni monumentali: questo stile era visto all'epoca come un simbolo del progresso sociale. Sulla base di ciò English Heritage per due volte tentò, fallendo, di inserire l'edificio all'interno dell proprie liste.

## Controversie
Vi è una notevole somiglianza tra il Municipio di Boston (edificio del 1969 che dopo quarant'anni di vita rischia di essere demolito) con la Birmingham Central Library (1974).
Anche per la Central Library (che è citata al 9º posto della classifica dei 10 edifici più brutti del mondo stilata dal sito internet Virtualtourist) dal 2008 si parla di demolizione. Nell'ottobre 2007 il Birmingham City Council aveva annunciato un concorso internazionale di progettazione. I progetti dovevano prevedere la demolizione del plesso e la conseguente progettazione della New Birmingham Library. Tuttavia nel 2008 gli architetti olandesi della Mecanoo hanno vinto il concorso per un impegno di spesa di 193 milioni di £, un inizio lavori previsto nel 2010 e l'inaugurazione prevista nel 2013. L'edificio sarà nello stile moderno proprio dello studio olandese, la biblioteca sarà molto più capiente della vecchia, demolita nel 2016 e soppiantata da uffici. Per quanto riguarda la nuova biblioteca, dopo varie indecisioni, il nuovo plesso sorgerà nella più vasta zona nei pressi della Centenary Square, come descritto nella presentazione dell'opera avvenuta nell'aprile 2009.

## Galleria d'immagini

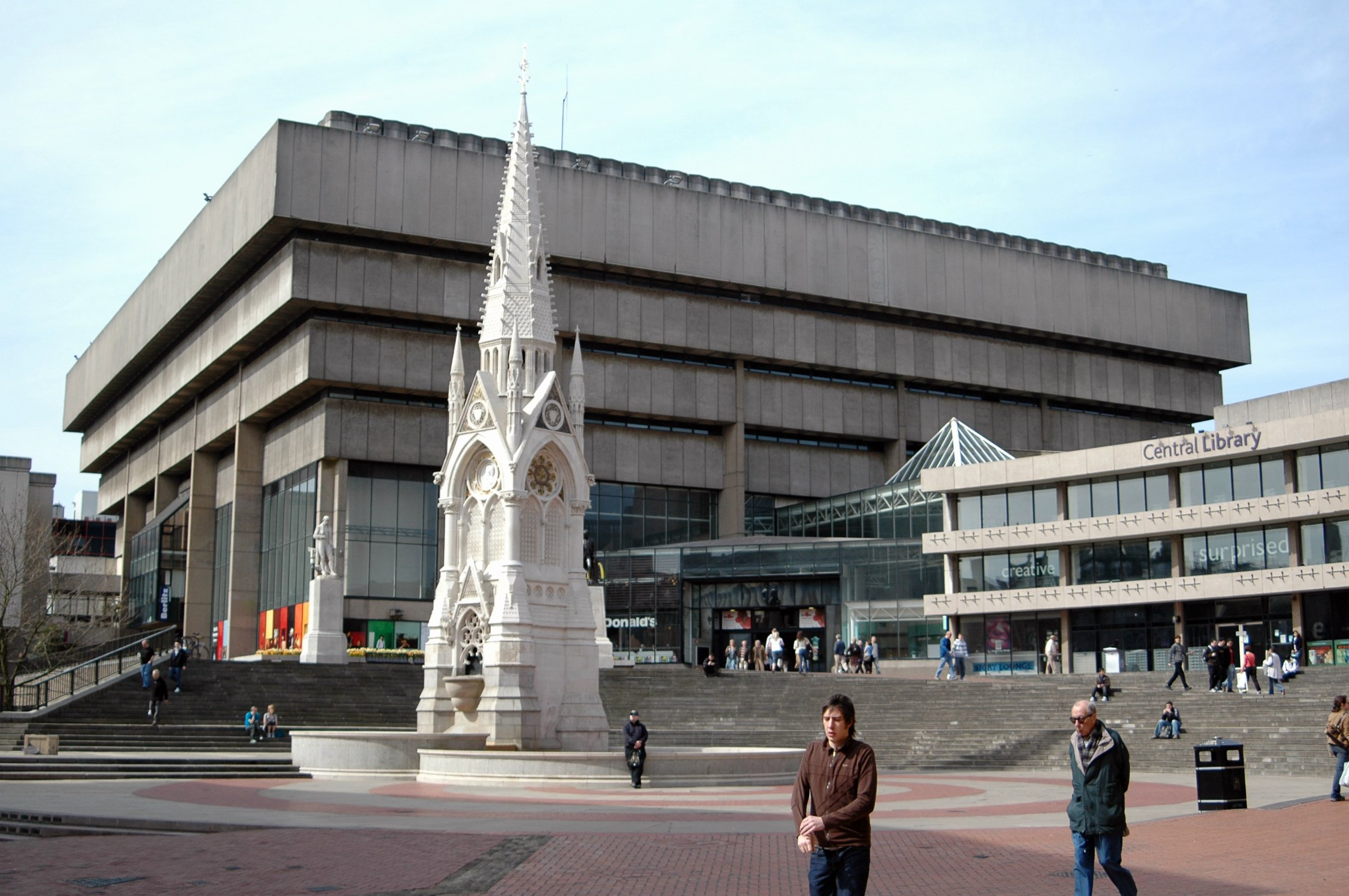
Vista di Chamberlain Square (in secondo piano la Birmingham Central Library)
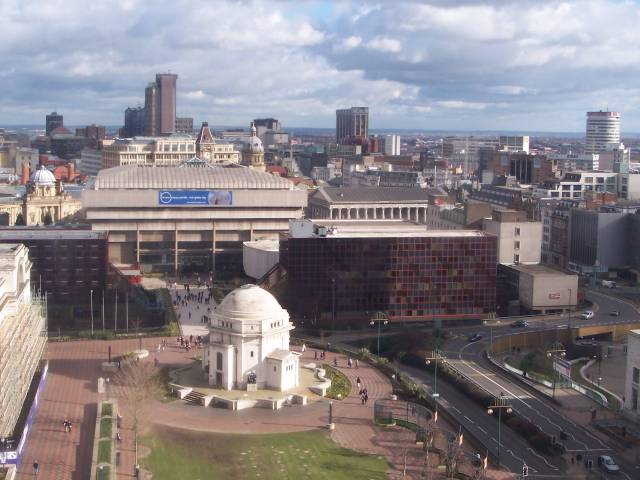
Skyline di Birmingham (sullo sfondo la Birmingham Central Library)